# Zoológia
A zoológia vagy állattan az állatok rendszerezésével, állatfajok és közösségeik megismerésével foglalkozó tudomány, a biológia résztudománya. Állatnak az állatok országába (Regnum: Animalia) tartozó többsejtű heterotróf anyagcseréjű élőlényeket nevezzük.
A zoológia szó a görög Ζωο, zoon ("állat") és λογος, -logosz („tudomány”) szóösszetételből ered.

## A zoológia ágai
A zoológia a vizsgálatok módszere és nézőpontja, szemléletmódja alapján szakterületekre, a vizsgált állatcsoport alapján pedig részterületekre tagolható. A szakterületek és részterületek kombinálásával rengeteg kutatási irány kapott önálló elnevezést. Ezeknek egymással interdiszciplinái és részinterdiszciplinái is vannak (például madár ökofiziológia, Drosophila magatartásgenetika, Oribatida faunagenetika stb.)
Fontosabb szakterületei:
- Állatrendszertan (azaz alaptudományként zooszisztematika és segédtudományként zootaxonómia)
- Állatszervezettan, azaz sejttan, anatómia, szövettan és embriológia
- Állatélettan
- Állati biokémia és molekuláris biológia
- Állatgenetika
- Etológia
- Állatföldrajz, faunisztika és állattársulástan
- Ősállattan, azaz paleozoológia
- Állatökológia
- Alkalmazott zoológia

## Híres zoológusok
Nemzetközileg ismert zoológusok: Charles Darwin, Carl von Linné, Konrad Lorenz, Karl von Frisch, Nikolaas Tinbergen
Kiemelkedő zoológiai ismeretterjesztők: Gerald Durrell, Sir David Attenborough, Jacques-Yves Cousteau
A magyar zoológia kiemelkedő alakjai: Méhelÿ Lajos, Horváth Géza, Herman Ottó, Dudich Endre, Balogh János, Loksa Imre, Szelényi Gusztáv, Jermy Tibor, Bíró Lajos.
A hazai zoológiai ismeretterjesztés nagy alakjai: Xántus János, Kittenberger Kálmán, Szalkay József, Móczár László, Széchenyi Zsigmond

## Állatszervezettan
Az állatszervezettan az állati szervek és szövetek, és működésük vizsgálatával, leírásával foglalkozik.
E tudományág fontos eszköze a mikroszkóp, hogy egy állat felépítését a legrészletesebben megvizsgálhassák, ennek előkészítése a hisztotechnika.

## Állatföldrajz, társulástan és -ökológia
Ezek a szakterületek az állatok tér- és időbeli elterjedési (előfordulási) mintázataival, valamint az e mintázatok mögött meghúzódó környezeti hatótényezőkkel foglalkoznak. Együttes megnevezésükre a szupraindividuális zoológia szolgál.
Az állatföldrajz (zoogeográfia) a fajok és közösségeik nagy léptékű változatosságával és az egyes régiók faunájának összetételével (faunisztika) foglalkozó tudomány. 
Az állattársulástan (zoocönológia) az állati populációk együttelőfordulási (koegzisztenciális) viszonyaival, a cönózisokkal és az asszociációkkal foglalkozik.
Az állatökológia (zoological ecology) oknyomozó résztudomány, valójában nem választható el az ökológiától (general ecology), csupán tudománytörténeti okokból tárgyalják külön.

## Ajánlott magyar nyelvű könyvek
- Dudich, E., Loksa, I. (1987): Állatrendszertan – Tankönyvkiadó, Budapest
- Deckert, K. et al (1974): Uránia Állatvilág: halak, kétéltűek, hüllők – Gondolat Kiadó, Budapest
- Géczy, B. (1989): Őslénytan – Tankönyvkiadó, Budapest
- Varga, Z.; Rózsa, L.; Papp L.; Peregovits, L. (szerk.) 2017. Zootaxonómia: Az állatvilág sokfélesége. Pars Szoftverház Kft., Nagykovácsi. ISBN 978 963 8833945.